# جایزه اسکریم

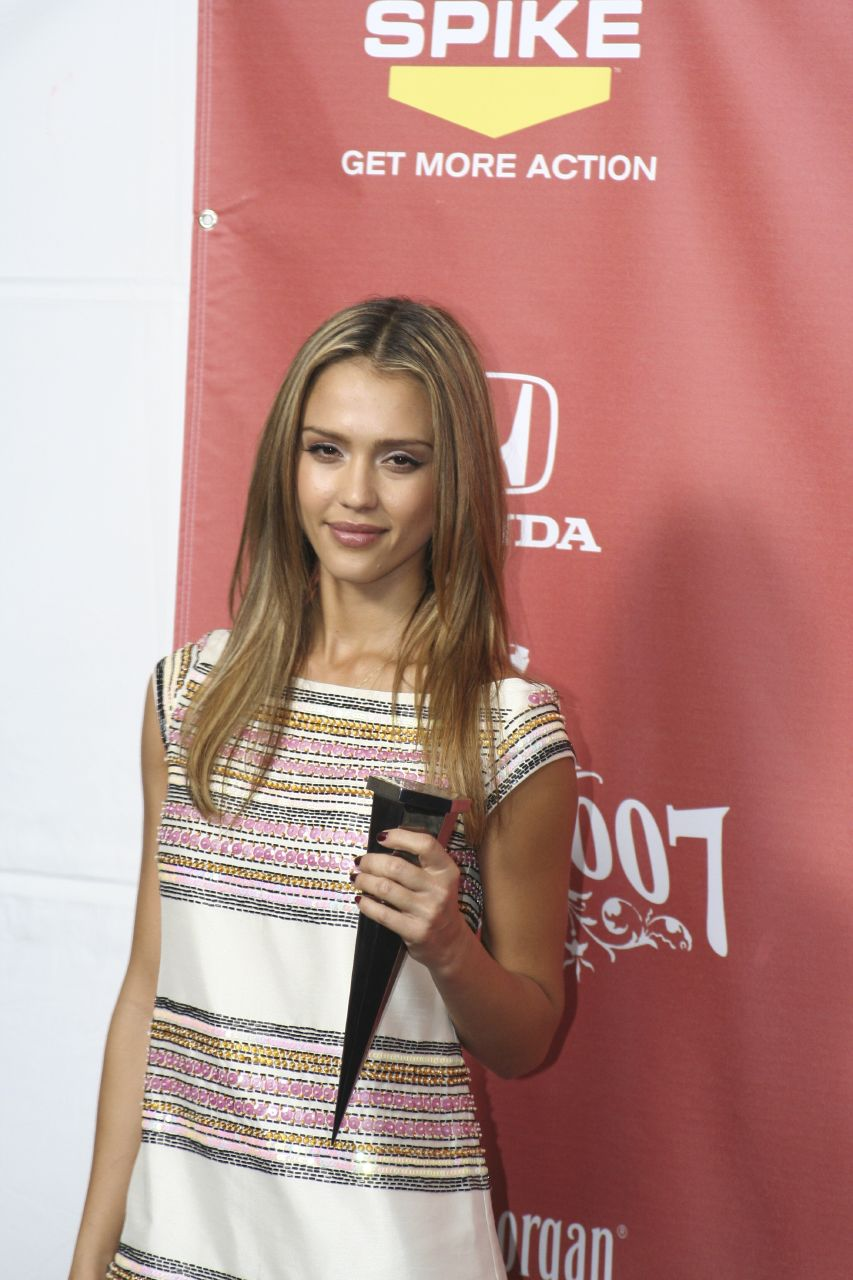
بازیگر جسیکا آبلا در جشنواره اسکریم

جایزه اسکریم (به انگلیسی: Scream Awards) یک جشنواره جایزه است که به فیلم‌های ساخته‌شده در ژانرهای داستان ترسناک، علمی–تخیلی و خیال‌پردازی اختصاص می‌یابد.
به دلایل نامعلوم، مراسم اهدای این جایزه پس از سال ۲۰۱۱ متوقف شد.